# Castello di Pigazzano
Das Castello di Pigazzano ist eine mittelalterliche Burg in Pigazzano, einem Ortsteil der Gemeinde Travo in der italienischen Emilia-Romagna.

## Geschichte
Die im Laufe des 13. Jahrhunderts erbaute Burg wurde 1234 von der guelfischen Partei angegriffen, die sie aber nicht erobern konnte. Die Burg wurde aber 1255 von Azzo Guidoboi zerstört, der sie als Vikar von Oberto II. Pallavicino angegriffen hatte, als dieser Herr von Piacenza war. 1302 investierte der Grafenkönig Albert I. Riccardo Anguissola in das Lehen Pigazzano. 1306 begann der Kanoniker ‚‚Guido d’Olgisio‘‘ eine Pfründe zugunsten der Burgkirche.
1307 verbarrikadierten sich im Inneren der Festung einige guelfische Herren. Daraufhin wurde die Burg von ghibellinischen Streitkräften angegriffen. 1373 dagegen musste sich die Burg, die von Visconti-freundlichen Kräften gehalten wurde, den päpstlichen Truppen unter dem Kommando von Dondazio Malvicini ergeben.
1471 gab Pietro Bernardo Anguissola Pigazzano an seinen Verwandten Gian Galeazzo Anguissola zum Preis von 3000 Libbre ab. In dieser Zeit muss das Gebäude von vielen Waffengängen, in die es verwickelt war, stark in Mitleidenschaft gezogen worden sein, so sehr, dass in einer von Antonio Benzi erstellten Urkunde die Verpflichtung der Dorfbewohner enthalten ist, „die Burg aufzubauen und zu erhalten“.
1636 wurde die Burg, die schon einige Jahre vorher in Besitz der Familie Anguissola war, von spanischen Truppen angezündet und besetzt; die Soldaten übten auch Gewalt gegen die örtliche Bevölkerung aus.
In den ersten Jahren des 19. Jahrhunderts waren in der Nähe der örtlichen Kirche noch einige Ruinen der ursprünglichen Burg sichtbar, die teilweise zerstört und teilweise als Herrenhaus der Familie Soprani wieder aufgebaut wurde. Ein letzter Umbau, ebenfalls unter dem Blickwinkel einer Nutzung als Adelssitz, wurde Anfang des 20. Jahrhunderts im Auftrag der Familie Casella aus Chiavenna durchgeführt.

## Beschreibung
Die Burg liegt auf einer Geländeterrasse und hat einen U-förmigen Grundriss mit einem Turm an der Nordwestecke. Der Eingang befindet sich an der Nordostseite; von dort aus gelangt man durch eine Loggia mit Korbbogen zum Innenhof, der auf der Südostseite durch eine Wehrmauer mit Zinnen begrenzt ist.
Die Burg, die im 19. Jahrhundert für Wohnzwecke umgebaut wurde und drei Stockwerke hat, zeigt eine Mischung originaler, mittelalterlicher Elemente und solchen, die im 19. Jahrhundert hinzugefügt wurden, während die Gartenanlage aus dem 20. Jahrhundert stammt.